# Brussels Challenger
Il Brussels Challenger è stato un torneo professionistico di tennis giocato su campi in terra rossa. Faceva parte dell'ATP Challenger Series. Si giocava annualmente a Bruxelles in Belgio.

## Albo d'oro

### Singolare
| Anno | Campione        | Finalista      | Punteggio     |
| ---- | --------------- | -------------- | ------------- |
| 1982 | Jan Gunnarsson  | Alberto Tous   | 6–4, 6–4      |
| 1981 | Georges Goven   | Erick Iskersky | 6–7, 7–6, 6–3 |
| 1980 | Kjell Johansson | Georges Goven  | 6–3, 6–4      |

### Doppio
| Anno | Campioni                       | Finalisti                  | Punteggio     |
| ---- | ------------------------------ | -------------------------- | ------------- |
| 1982 | Alberto Tous Raúl Viver        | David Graham Laurie Warder | 3–6, 6–3, 7–5 |
| 1981 | Bernard Boileau Alain Brichant | Mike Myburg Frank Puncec   | 7–5, 6–2      |
| 1980 | Eddie Edwards Craig Edwards    | Doug Adler Chris Johnstone | 6–1, 6–2      |